# Flétrissement bactérien des cucurbitacées
Le flétrissement bactérien des cucurbitacées est une maladie bactérienne qui affecte diverses espèces de plantes de la famille des Cucurbitaceae, causant des pertes de rendement importantes notamment dans les cultures de melons et de concombres. Cette maladie est due à une protéobactérie de la famille des Enterobacteriaceae, Erwinia tracheiphila, transmise par des insectes vecteurs de l'ordre des coléoptères.

## Transmission
La bactérie responsable du flétrissement bactérien des cucurbitacées est transmise principalement par deux espèces d'insectes coléoptères, la chrysomèle maculée du concombre (Diabrotica undecimpunctata howardi) et la chrysomèle rayée du concombre (Acalymma vittatum). D'autres insectes, comme Diabrotica undecimpunctata undecimpunctata, Diabrotica balteata, ainsi que des insectes broyeurs, tels que les criquets, peuvent aussi transmettre la bactérie,.